# 龙平陵
龙平陵，是中国五胡十六国前燕文明帝慕容皝的陵墓。
333年，慕容皝成为慕容鲜卑的首领。337年为燕王，前燕政权正式建立。348年，慕容皝卒，其子慕容儁即位。352年，慕容儁称皇帝，追尊父亲为太祖文明皇帝，陵墓号为龙平陵。1980年代末，在今朝阳凤凰山山门西侧山脚下，考古人员从地下五米深处挖出一座高大石虎。朝阳县文管所考古人员人物，石虎是石像生，石虎所出地即前燕的龙平陵。